# Schoenobius
Schoenobius is een geslacht van vlinders van de familie grasmotten (Crambidae), uit de onderfamilie Schoenobiinae.

## Soorten
- S. arimatheella Schaus, 1922
- S. attenuata Hampson, 1919
- S. bicolorellus Hoffmann, 1934
- S. caminarius Zeller, 1852
- S. damienella Schaus, 1922
- S. dodatellus Walker, 1864
- S. endochalybella Hampson, 1895
- S. endochralis Hampson, 1919
- S. flava De Joannis, 1930
- S. gigantella

Rietsnuitmot Denis & Schiffermüller, 1775
- S. hasegawai Shibuya, 1927
- S. ignitalis Hampson, 1919
- S. immanis Zeller, 1877
- S. irrorata Hampson, 1919
- S. lanceolellus Hampson, 1895
- S. latignathosius Amsel
- S. microforficellus Amsel
- S. molybdoplecta Dyar, 1914
- S. montivagellus Zeller, 1863
- S. niloticus Zeller, 1867
- S. parabolistes Meyrick, 1936
- S. phaeopastalis Hampson, 1919
- S. porrectella Walker, 1863

- S. pulverea Hampson, 1919
- S. pulverealis Hampson, 1919
- S. pyraustalis Hampson, 1919
- S. retractalis Hampson, 1919
- S. rufalis Hampson, 1919
- S. sagitella Hampson, 1895
- S. semifuscalis Hampson, 1919
- S. sicarius Zeller, 1863
- S. terreus Zeller, 1877
- S. vittatalis Hampson, 1919
- S. vittatus Möschler, 1881